# Rhodesiella yamagishii
Rhodesiella yamagishii är en tvåvingeart som beskrevs av Kanmiya 1983. Rhodesiella yamagishii ingår i släktet Rhodesiella och familjen fritflugor. Inga underarter finns listade i Catalogue of Life.